# Moyra Davey
Moyra Davey (nacida en 1958) es una artista que vive en la ciudad de Nueva York. Davey es fotógrafa, videógrafa y escritora.

## Primeros años de vida
Moyra Davey nació en 1958 en Toronto, Ontario, Canadá.  Creció en Montreal, donde estudió fotografía y recibió un BFA de la Universidad de Concordia en 1982. Luego obtuvo un MFA de la Universidad de California, San Diego en 1988. En 1989, asistió al Programa de Estudios Independientes del Museo Whitney de Arte Estadounidense.

## Carrera profesional
Desde finales de la década de 1970, Davey ha construido una obra compuesta por fotografías, escritos y videos. Anteriormente fue miembro de la facultad en el Programa del Centro Internacional de Fotografía de Bard College.
Davey está representado por las galerías greengrassi, Londres y Galerie Buchholz, Colonia/Berlín/Nueva York.

## Exposiciones individuales 1985 - Centro de Arte Agnes Etherington, Kingston, Ontario
- 1994: Moyra Davey, Peter Doig, Gavin Brown's Enterprise, Nueva York; American Fine Arts, Co., Nueva York
- 2006 - Monólogos (con Julia Scher), Wexner Center for the Arts, Columbus, Ohio[4]
- 2008 - Long Life Cool White, Museo de Arte Fogg, Museos de Arte de Harvard, Universidad de Harvard, Cambridge, Massachusetts[5]
- 2009 - My Necropolis, Arch II Gallery, Universidad de Manitoba, Winnipeg
- 2010 – Speaker Receiver, Kunsthalle Basel, Basilea, Suiza[6]
- 2013 - Ornamento y reproche, Presentation House Gallery, Vancouver
- 2013 - Verdugos de Inglaterra, Tate Liverpool, Liverpool, Reino Unido
- 2014 – Burn the Diaries, Mumok, Viena; Centro de Artes de Camden, Londres
- 2017 – Empties, Galerie Buchholz, Colonia
- 2017 – Retrato / Paisaje, Galerie Buchholz, Berlín
- 2017 – Hell Notes, Portikus, Fráncfort
- 2018 – Notas del infierno, de, Bielefeld
- 2018 - "1943", Galerie Buchholz, Nueva York
- 2018 – Bring My Garters/Do Nothing, experimentador, Kolkata
- 2019 – Premio de fotografía Scotiabank : Moyra Davey, Ryerson Image Center, Toronto
- 2019 - Les Goddesses, Instituto de Arte de Chicago
- 2019 – Lo confieso, greengrassi, Londres
- 2020 - Moyra Davey Peter Hujar, Galerie Buchholz, Berlín (con Peter Hujar)
- 2020 – The Faithful, Galería Nacional de Canadá, Ottawa
- 2020 – Lanak/Obras/Works, Museo Artium, Vitoria, España
- 2022 – Ciclo de cine, Museo de Arte Moderno, Nueva York[7]

## Premios
- 2004 - Premio Anonymous Was A Woman[8]
- 2010 - Premio de la Fundación Louis Comfort Tiffany[9][10]
- 2018 – Premio Scotiabank de Fotografía[11][12]
- 2020 - Beca de la Fundación John Simon Guggenheim Memorial[13]
- 2022: Governor General's Awards in Visual and Media Arts[14]

## Colecciones
La obra de Davey se encuentra en las siguientes colecciones permanentes:
- Museo de Arte Mildred Lane Kemper, St. Louis, Misuri;[15]
- Museum of Modern Art, Nueva York[16]
- Tate,[17][18] Londres
- Metropolitan Museum of Art, Nueva York[19]
- Instituto de Arte de Chicago,[20] el Museo Whitney de Arte Americano,[21] Nueva York
- Museo Solomon R. Guggenheim, Nueva York[22]
- Museo de Arte Moderno de San Francisco,[23]
- Museo de Arte Contemporáneo,[24] Los Ángeles
- Galería Nacional de Arte,[25] Washington D. C.
- Galería Nacional de Canadá, Ottawa
- galería de arte de ontario ,  Toronto[26]

## Publicaciones
- Maternidad y creación: lecturas esenciales. Editado por Moyra Davey (Nueva York: Seven Stories, 2001).ISBN 1583220720
- The Problem of Reading (Los Ángeles: Documents Books, 2003).ISBN 0974260509[27]
- Long Life Cool White: Fotografías y ensayos de Moyra Davey (Cambridge, MA: Museos de arte de la Universidad de Harvard; New Haven: Yale University Press, 2008). Introducción de Helen Molesworth.ISBN 9780300136463
- Copperhead Grid (Toronto: Byewater Bros. Ediciones, 2010).ISBN 9780978078935
- Speaker Receiver (Berlín: Sternberg, 2010). Ensayos de George Baker, Bill Horrigan, Chris Kraus y Eric Rosenberg, y una entrevista de Adam Szymczyk.ISBN 9781934105207.
- The Wet and the Dry (París: Paraguayress, 2011). Editado por castillo/corrales y Will Holder.ISBN 9782918252115
- Empties (Vancouver: Presentation House, 2013).
- Burn the Diaries (Brooklyn: Dancing Foxes, 2014).ISBN 9780985337728
- I'm Your Fan (Londres: Camden Arts Centre, 2014).
- Les Goddesses / Hemlock Forest (Brooklyn: Dancing Foxes, 2017). Introducción por Aveek Sen.ISBN 9780998632605
- Gold Dumps and Ant Hills (Berlín: Toupée, 2017).ISBN 9783981735710
- Index Cards: Selected Essays (New Directions, 2020). Editado por Nicolás Linnert.ISBN 9780811229517
- I Confess (Ottawa/Brooklyn: Galería Nacional de Canadá y Dancing Foxes, 2020). Ensayos de Dalie Giroux y Andrea Kunard.ISBN 9780888849960